# Jason Steele
Jason Sean Steele (18 d'agost de 1990) és un futbolista professional anglès que juga de porter pel Brighton & Hove Albion FC de la Premier League.